# 류승수
류승수(1971년 8월 12일 ~ )는 대한민국의 배우이다.

## 학력
- 부산중앙고등학교 (중퇴)
- 고등학교 졸업학력 검정고시 (합격)
- 서울예술전문대학 연극과 전문학사 (졸업)

## 연기 활동

### 영화
- 1997년 《3인조》
- 1998년 《러브 러브》 ... 단역 도어맨 1 역
- 1998년 《미술관 옆 동물원》 ... 신랑 역
- 1999년 《신장개업》 ... 환자 1 역
- 2001년 《세이 예스》 ... 젊은 경찰 역
- 2001년 《달마야 놀자》 ... 명천 스님 역
- 2002년 《서프라이즈》 ... 미용실 남자 손님 역(특별출연)
- 2002년 《품행제로》 ... 유도부장 역(우정출연)
- 2003년 《이중간첩》 ... 이상욱 역
- 2003년 《황산벌》 ... 신라 김인문 역
- 2003년 《오! 브라더스》 ... 허기태 역
- 2003년 《여섯 개의 시선》 ... 아빠 목소리 역
- 2004년 《효자동 이발사》 ... 진기 역
- 2004년 《슈퍼스타 감사용》 ... 투수 인호봉 역
- 2005년 《외출》 ... 서영의 남편 윤경호 역(우정출연)
- 2005년 《너는 내 운명》 ... 철규 역(우정출연)
- 2005년 《내 생애 가장 아름다운 일주일》 ... 조 감독 역
- 2006년 《미녀는 괴로워》 ... 교통경찰 1 역(특별출연)
- 2007년 《눈부신 날에》 ... 마동수 역
- 2007년 《행복》 ... 동준 역(우정출연)
- 2007년 《우리 생애 최고의 순간》 ... 마트 매니저 역(우정출연)
- 2008년 《마이 뉴 파트너》 ... 구멍가게 주인 역(특별출연)
- 2008년 《좋은 놈, 나쁜 놈, 이상한 놈》 ... 태구의 짝패, 만길 역
- 2010년 《김종욱 찾기》 ... 기준 매형 역
- 2010년 《맛있는 인생》 ... 조 대표 역
- 2011년 《평양성》 ... 신라 김인문 역
- 2011년 《고지전》 ... 오기영 중사 역
- 2011년 《섬집아기》 ... 병태 역
- 2012년 《인류멸망보고서》 ... 남자 아나운서 역(우정출연)
- 2012년 《내가 고백을 하면》 ... 류승수 역(특별출연)
- 2018년 《딥》 ... 승수 역
- 2019년 《블랙머니》 ... 최민규 차장 역(우정출연)
- 2021년 《발신제한》 ... 경찰서장 역
- 2022년 《압꾸정》 ... 장 원장 역
- 2024년 《소풍》 ... 송해웅 역

### 드라마
- 2002년 KBS2 미니시리즈 《겨울연가》 ... 권용국 역
- 2003년 MBC 설날특집극 《순덕이》 ... 정순석 역
- 2003년 KBS2 월화드라마 《상두야 학교가자》
- 2003년 MBC 수목미니시리즈 《남자의 향기》
- 2003년 MBC 단막극 《MBC 베스트극장 - 내가 사랑하는 너》
- 2005년 SBS 주간시트콤 《귀엽거나 미치거나》 ... 박승수 역
- 2007년 MBC 수목미니시리즈 《고맙습니다》 ... 오종수 역
- 2007년 KBS2 특집드라마 《우리를 행복하게 하는 몇 가지 질문》 ... 선재 역
- 2007년 KBS2 월화드라마 《얼렁뚱땅 흥신소》 ... 만화방 주인 김용수 역
- 2008년 MBC 수목미니시리즈 《종합병원 2》 ... 조용한 역
- 2009년 MBC 일일시트콤 《지붕뚫고 하이킥!》 26회 ... 장준협 역(특별출연)
- 2011년 SBS 월화드라마 《내게 거짓말을 해봐》 ... 천재범 역
- 2011년 KBS2 단막극 《KBS 드라마 스페셜 - 화평공주 체중감량사》 ... 지책사 역
- 2011년 SBS 대기획 《뿌리깊은 나무》 ... 장성수 역
- 2011년 KBS1 일일연속극 《당신뿐이야》 ... 기가찬 역
- 2012년 SBS 월화드라마 《추적자 THE CHASER》 ... 최정우 역
- 2012년 MBC 일일시트콤 → 월화시트콤 《엄마가 뭐길래》 ... 류승수 역
- 2013년 KBS2 4부작드라마 《KBS 드라마 스페셜 연작 시리즈 - 시리우스:가장 빛나는 두개의 별》 ... 고석민 역
- 2013년 SBS 월화드라마 《황금의 제국》 ... 조필두 역
- 2014년 KBS2 주말연속극 《참 좋은 시절》 ... 강동탁 역
- 2014년 SBS 월화드라마 《펀치》 ... 양상호 역
- 2015년 MBC 월화 특별기획드라마 《빛나거나 미치거나》 ... 정종 역
- 2015년 OCN 주말드라마 《아름다운 나의신부》 ... 서진기 역
- 2016년 KBS2 월화드라마 《뷰티풀 마인드》 ... 김명수 역
- 2016년 KBS2 수목드라마 《함부로 애틋하게》
- 2016년 KBS 단막극 《KBS 드라마 스페셜 - 한 여름의 꿈》 ... 김사장 역
- 2017년 JTBC 금토드라마 《품위있는 그녀》 ... 우아진의 아버지 역(특별출연)
- 2017년 SBS 월화드라마 《조작》 ... 조영기 역
- 2017년 JTBC 웹 드라마 《마술학교》 ... 한선생 역(특별출연)
- 2017년 SBS 월화드라마 《사랑의 온도》 ... 싱하림 역(특별출연)
- 2017년 JTBC 금토드라마 《더 패키지》 ... 정연성 역
- 2018년 SBS 월화드라마 《기름진 멜로》 ... 삐딱이 역(특별출연)
- 2019년 tvN 단막극 《드라마 스테이지 - 개같다 거지같다 아름답다》 ... 병태 역
- 2019년 MBN / iHQ DRAMA 수목드라마 《레벨업》 ... 조태구 역
- 2019년 SBS 수목드라마 《시크릿 부티크》 ... 차승재 역
- 2020년 OCN 드라마 《본 대로 말하라》 ... 양만수 역
- 2020년 KBS2 수목드라마 《포레스트》 ... 봉대용 역
- 2020년 SBS 금토드라마 《편의점 샛별이》 ... 장철민 역
- 2020년 KBS2 주말드라마 《오! 삼광빌라!》 ... 닥터 송 역(특별출연)
- 2022년 KBS2 월화드라마 《붉은 단심》 ... 임 진사 역
- 2023년 SBS 금토드라마 《낭만닥터 김사부 3》 ... 조 감독 역 (특별출연)
- 2023년 JTBC 수목드라마 《기적의 형제》 ... 뉴스 앵커 역
- 2024년 tvN 토일드라마 《정년이》 … 고대일 역
- 2025년 SBS 금토드라마 《보물섬》 … 남상철 역
- 2025년 U+모바일tv 오리지널 드라마 《메스를 든 사냥꾼》 … 전창진 역

## 그 외 활동

### 방송
- 《모큐드라마 싸인》 (채널A)
- 《쓸모있는 남자들》 (O tvN)
- 《수상한 휴가》 (KBS2)
- 《동상이몽, 괜찮아 괜찮아》 (SBS)
- 《진짜 사나이》 (MBC)
- 《정글의 법칙》 (SBS)
- 《김제동의 톡투유 - 걱정 말아요! 그대》 (JTBC)
- 《나 혼자 산다》 (MBC)
- 《용감한 형사들 시즌2》 (E채널)
- 《라디오스타》 (MBC)
- 《신발벗고 돌싱포맨》 (SBS)
- 《런닝맨》 (SBS)
- 《배틀트립2》 (KBS2)
- 《구해줘! 홈즈》 (MBC)
- 《배우반상회》 (JTBC)

### CF
- 2001년 대한투자신탁
- 2013년 롯데카드 드라이빙패스 카드
- 2020년 동국제약 인사돌플러스

## 서적
- 《나 같은 배우 되지 마》[2]

## 목소리
- 애니메이션 《겨울연가》(2009년) - (권용국 역)

## 수상 경력
- 2014년 제3회 에이판 스타 어워즈 남자 조연상
- 2015년 제23회 대한민국문화연예대상 드라마부문 남자 우수연기상
- 2018년 제13회 대한민국 대학영화제 연기상
- 2023년 신스틸러 페스티벌 in 문경 본상 (《붉은 단심》)

## 기타
- 그는 조연으로 나오는 경우로 많긴 하지만, 여러 작품에 또한 우정출연하는 경우도 많기도 하다.[3]
- 2008년 부산국제영화제에서 열린 장애, 입양 관련 캠페인 사진전에 사진작가 지나정의 작품을 통해 참가하였다[4].
- 2008년 SBS FM 《이승연의 씨네타운》에 임시 DJ역할을 한 적이 있다[5].